# Чёрная Губа
Губа Чёрная — южная площадка Ново-Земельского ядерного полигона, расположенная на юго-западном побережье Южного острова. В октябре 1954 года в район будущего полигона прибыли, по разным оценкам, от 10 до 13 батальонов военных строителей со своей техникой. Их главной целью было строительство вспомогательных сооружений, необходимых для проведения первых советских подводных испытаний. В районе Чёрной губы располагались объекты, необходимые для проведения и мониторинга подводного ядерного взрыва. В период между 1955 и 1962 годами в Чёрной губе (Зона A) был проведён первый и единственный надводный ядерный взрыв, а также три подводных и два надводных ядерных испытания. Позднее в 20-25 км к западу от первоначального полигона были пробурены скважины для осуществления подземных ядерных испытаний. Надземный взрыв был произведён 7 сентября 1957. Заряд в 32 килотонн был установлен на башне высотой 15 м, расположенной в 100 метрах от берега. Образовавшийся кратер имел 80 м в диаметре и 15 м в глубину. Испытание привело к значительному радиоактивному загрязнению. Через час после взрыва интенсивность гамма-излучения вблизи эпицентра составила 40 000 рентген в час. Вторая загрязненная зона образовалась в результате надводного взрыва 27 октября 1961 года. Она расположена в 6 км к востоку от губы. Оба района до сих пор считаются загрязненными и доступ запрещен. Общая площадь этих зон около 100 кв. км..
Исследования, проведённые в 1992 году показали, что главные загрязнителями донных отложений являются плутоний-239 и плутоний-240, америций-241, цезий-137, кобальт-60. Максимальный уровень загрязнения этими изотопами отмечен в алевритах донных осадков.